# Rugby union
El rugby union, comúnmente conocido simplemente como rugby-15, es un  deporte de equipo de contacto cerrado que se originó en Inglaterra en la primera mitad del siglo XIX. Es uno de los dos códigos de rugby, y se basa en correr con el balón en la mano.  En su forma más común, se juega un partido entre dos equipos de 15 jugadores cada uno, utilizando un balón con forma de óvalo en un campo rectangular llamado terreno de juego. El campo tiene postes de portería en forma de H en ambos extremos.
El rugby union es un deporte muy popular en todo el mundo, practicado por jugadores de ambos sexos y de todas las edades. En 2014, había más de 6 millones de personas jugando en todo el mundo, de las cuales 2,36 millones eran jugadores registrados. La World Rugby, antes llamada International Rugby Football Board (IRFB) y International Rugby Board (IRB), es el organismo rector del rugby union desde 1886, y actualmente cuenta con 101 países como miembros de pleno derecho y 18 miembros asociados.
En 1845, los alumnos de la Escuela de Rugby redactaron las primeras leyes; otros acontecimientos significativos en el desarrollo temprano del rugby incluyen la decisión del Blackheath F.C. de abandonar la Asociación de Fútbol en 1863 y, en 1895, el cisma entre el rugby union y el rugby league.  Históricamente, el rugby union era un deporte amateur, pero en 1995 se eliminaron las restricciones formales sobre los pagos a los jugadores, convirtiendo el juego en abiertamente profesional al más alto nivel por primera vez.
El rugby union se extendió desde Gran Bretaña e Irlanda, con otros primeros exponentes del deporte como Australia, Nueva Zelanda, Sudáfrica y Francia. El deporte es seguido principalmente en las islas británicas, Francia, Oceanía, África del Sur, Argentina, y en menor medida Italia, Uruguay, los Estados Unidos, Canadá, y Japón, su crecimiento se produjo durante la expansión del Imperio Británico y a través de los defensores franceses (Rugby Europe) en Europa. Entre los países que han adoptado el rugby union como su deporte nacional de facto se encuentran Fiyi, Georgia, Madagascar, Nueva Zelanda, Samoa, Tonga y Gales.
Los partidos internacionales se celebran desde 1871, cuando se jugó el primer partido entre Escocia e Inglaterra en Raeburn Place en Edimburgo. La Copa del Mundo de Rugby, celebrada por primera vez en 1987, se celebra cada cuatro años. El Torneo de las Seis Naciones en Europa y el Rugby Championship en el hemisferio sur son otras importantes competiciones internacionales que se celebran anualmente.
Las competiciones nacionales de clubes y provinciales incluyen la Premiership en Inglaterra, el Top 14 en Francia, el NPC en Nueva Zelanda, la Top League en Japón y la Currie Cup en Sudáfrica. Otras competiciones transnacionales de clubes son el United Rugby Championship de equipos de clubes de Irlanda, Italia, Escocia, Sudáfrica y Gales, la European Rugby Champions Cup en Europa, el Super Rugby Pacific en Australia, Nueva Zelanda y las Islas del Pacífico.

## Historia

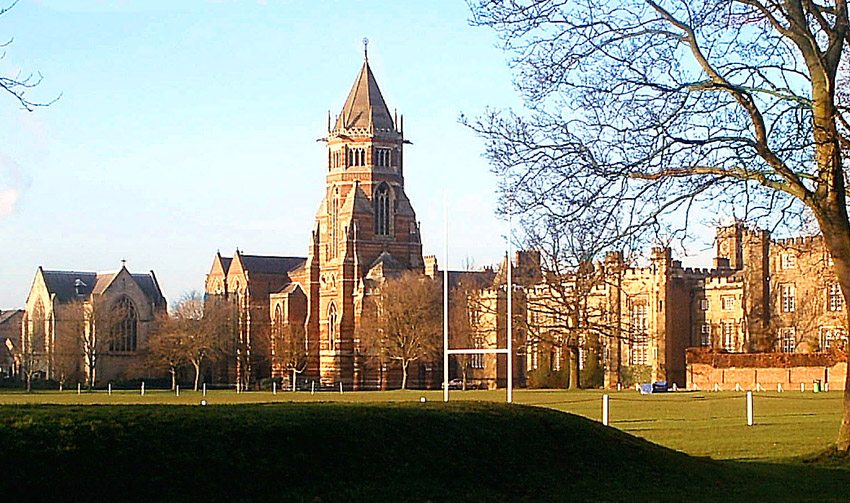
Rugby School en Rugby, Warwickshire, con un campo de fútbol de rugby en primer plano

El rugby tiene su origen en la forma de juego que se practicaba en la Rugby School, que los antiguos alumnos introdujeron después en sus universidades.
Se atribuye a un antiguo alumno de la Rugby School Albert Pell el haber formado el primer equipo de "fútbol" mientras era estudiante de la Universidad de Cambridge. Las principales escuelas privadas utilizaban cada una de ellas diferentes reglas durante este primer período, y los antiguos alumnos de Rugby y Eton intentaban llevar sus reglas preferidas a sus universidades. Un acontecimiento importante en el desarrollo temprano del fútbol de rugby fue la producción de un conjunto de reglas escritas en la Escuela de Rugby en 1845, seguido de las Reglas de Cambridge que se elaboraron en 1848.
Formado en 1863, el organismo rector nacional The Football Association (FA) comenzó a codificar un conjunto de reglas universales de fútbol. Estas nuevas reglas prohibían específicamente que los jugadores corrieran con el balón en la mano y también desautorizaban el hacking (patear a los jugadores en las espinillas), ambas tácticas eran legales y comunes bajo las reglas del deporte de la Escuela de Rugby. En protesta por la imposición de las nuevas reglas, el Blackheath Club abandonó la FA seguido por varios otros clubes que también estaban a favor de las "reglas del rugby". Aunque estos clubes decidieron prohibir el hacking poco después, la división fue permanente, y las reglas codificadas de la FA se conocieron como "fútbol de asociación" mientras que los clubes que habían favorecido las Reglas del Rugby formaron la Rugby Football Union en 1871, y su código se conoció como "fútbol de rugby".
En 1895, se produjo un importante cisma dentro del rugby en Inglaterra en el que numerosos clubes del norte de Inglaterra renunciaron a la RFU por la cuestión del reembolso a los jugadores por el tiempo perdido en sus lugares de trabajo. La escisión puso de manifiesto las divisiones sociales y de clase de este deporte en Inglaterra. Aunque las reglas del juego no fueron un factor en la división, los equipos escindidos adoptaron posteriormente algunos cambios en las reglas y esto se convirtió en el código separado de la "liga de rugby" (Rugby League). A partir de entonces, el código de la RFU adoptó el nombre de "rugby union" para diferenciarlo de la liga de rugby, pero ambas versiones del deporte se conocen simplemente como "rugby" en la mayor parte del mundo.

## Equipos y posiciones
.

Una formación estándar de un equipo de rugby union que ilustra cada una de las posiciones y sus respectivos números

Cada equipo comienza el partido con 15 jugadores en el campo y siete u ocho suplentes. Los jugadores de un equipo se dividen en ocho forwards (dos más que en rugby league) y siete backs.

### Forwards
Las principales responsabilidades de los forwards (delanteros) son ganar y retener la posesión del balón. Los delanteros juegan un papel vital en el placaje y el rucking de los jugadores contrarios. Los jugadores en estas posiciones son generalmente más grandes y fuertes y participan en el scrum y el line-out. Los forwards suelen ser denominados colectivamente como el "pack", especialmente cuando se encuentran en la formación de scrum.

#### Fila delantera
La primera línea está formada por tres jugadores: dosprops (puntales) (el loosehead prop y el tighthead prop) y el hooker. La función de los dos puntales es apoyar al hooker durante los scrums, proporcionar apoyo a los saltadores durante los line-outs y proporcionar fuerza y potencia en los rucks y mauls. La tercera posición en la primera línea es el hooker. El hooker es una posición clave en el juego ofensivo y defensivo y es responsable de ganar la pelota en el scrum. Normalmente los hookers lanzan la pelota en los saques laterales.

#### Segunda fila
La segunda fila consiste de dos locks o lock forwards. Por lo general los locks son los jugadores más altos del equipo, y se especializan en el salto del saque de lateral. El rol principal del lock en los saques laterales es realizar un salto en su sitio, a menudo apoyándose en los otros forwards, para sea atrapar la pelota que se ha lanzado o asegurarse de que la pelota queda de su lado del campo. Los locks también tienen un rol importante en el scrum, conectándose directamente detrás de los tres jugadores de la primera línea y proveyendo  fuerza para empujar hacia adelante.

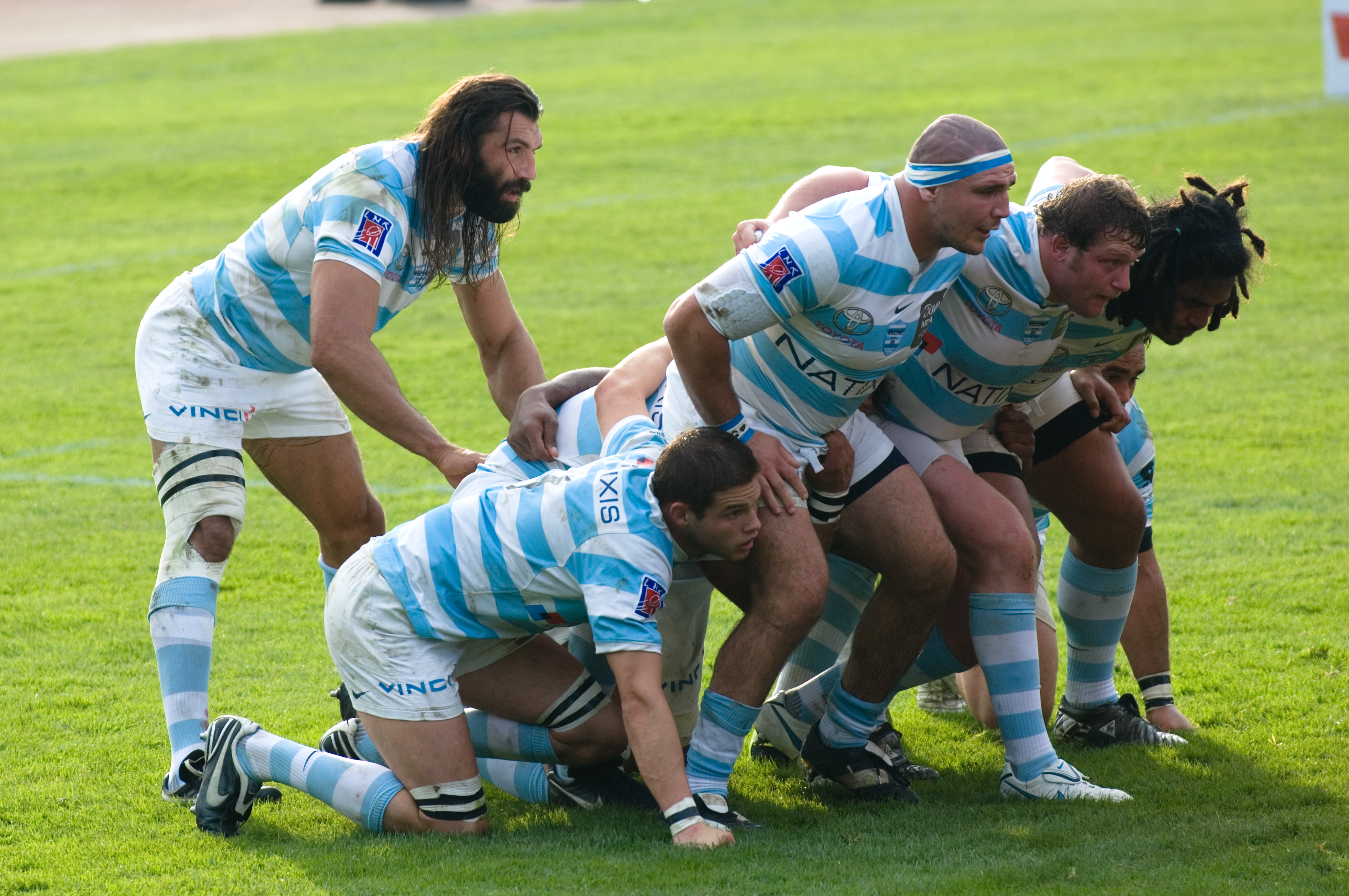
Sébastien Chabal (izq lejana) en la posición número ocho antes
de entrar al scrum.

#### Fila trasera
La fila de atrás, que no debe confundirse con los "Backs", es la tercera y última fila de las posiciones de delanteros, que a menudo se denominan delanteros sueltos. Las tres posiciones de la fila de atrás son los dos flankers y el número 8. Las dos posiciones de flanker, llamadas blindside flanker y openside flanker, son la última fila del scrum. Suelen ser los delanteros más móviles del juego. Su rol principal es ganar la posesión a través de los "turn overs". El número 8 se ubica entre los dos locks en el fondo del scrum. El rol del número 8 en el scrum es controlar la pelota después de que ha sido escorada hacia atrás desde el frente del pack, y la posición provee un enlace entre los forwards y los backs durante las fases de ataque. /

### Backs
El papel de los backs es crear y convertir las oportunidades de anotar puntos. Generalmente son jugadores más pequeños, más rápidos y más ágiles que los forwards. Otra distinción entre los backs y los forwards es que se espera que los backs tienen habilidades superiores para patear y manejar la pelota, especialmente el fly-half, el scrum-half y el full-back.

#### Half-backs
Los half-backs (mediocampistas) consisten en dos posiciones, la scrum-half y la fly-half también conocidas en el hemisferio sur como, half-back y first five-eighth respectivamente. El fly-half es crucial para el plan de juego de un equipo, orquestando el desempeño del equipo. Generalmente son los primeros en recibir la pelota del scrum-half luego de un breakdown, lineout, o scrum, y necesitan ser decisivos con las acciones a tomar y ser efectivos en la comunicación con los backs externos. Muchos fly-halves son también los pateadores de goles de su equipo. El scrum-half es el nexo entre los forwards y los backs. Reciben la pelota del lineout y retiran la pelota de la parte posterior del scrum, usualmente pasándola al fly-half. También alimentan el scrum y a veces tienen que actuar como cuarto delantero suelto.

#### Three-quarters
Existen cuatro posiciones de three quarters (tres cuartos): dos centres (interior y exterior) y dos wings (izquierda y derecha), el centro interior es comúnmente conocido como el segundo cinco-ocho en el hemisferio sur. Los centros intentarán placar a los jugadores atacantes; mientras que en el ataque, deben emplear la velocidad y la fuerza para romper las defensas de la oposición. Los wings se posicionan generalmente en el exterior de la línea de fondo. Su función principal es terminar las jugadas y marcar los tries. Los extremos suelen ser los jugadores más rápidos del equipo y son corredores escurridizos que utilizan su velocidad para evitar los placajes.

#### Lateralmente,
El full-back se sitúa normalmente varios metros por detrás de la línea de fondo. Suelen recibir las patadas de la oposición y suelen ser la última línea de defensa en caso de que un oponente atraviese la línea de fondo. Dos de los atributos más importantes de un buen full-back son la capacidad de recepción fiable y un buen juego de patadas.

## Reglas y el juego

Diagrama de un campo de juego de rugby union que muestra las distintas líneas y distancias marcadas

### Puntuación
El rugby union se juega entre dos equipos - el que anota más puntos gana el partido. Los puntos pueden anotarse de varias maneras: un try, anotado al apoyar la pelota en el área de in-goal (entre la línea de gol y la línea de pelota muerta), vale 5 puntos y una patada de conversión posterior anota 2 puntos; un penalty kick exitoso o un drop goal anotan 3 puntos cada uno. Los valores de cada uno de estos métodos de puntuación han cambiado a lo largo de los años.

### Campo de juego
Según las Reglas de Juego de World Rugby, un campo de rugby típico, conocido formalmente como "campo de juego", está formado por dos zonas principales:
- El "área de juego", que incluye el "campo de juego" y los dos "in-goals", y
- El "área perimetral", un espacio despejado, libre de obstáculos como vallas y otros objetos que puedan suponer un peligro para los jugadores y los funcionarios (pero sin incluir las banderas de señalización, que suelen ser de construcción blanda).

El árbitro (y sus asistentes) generalmente tienen plena autoridad y responsabilidad sobre todos los jugadores y otros oficiales dentro del recinto de juego. Generalmente se utilizan vallas o cuerdas (sobre todo en los clubes amateurs) para marcar la extensión de esta área, aunque en los estadios modernos puede incluir todo el suelo del estadio u otro espacio designado.
Las reglas, sobre todo, exigen que la superficie del recinto de juego sea segura, aunque también permiten que se utilice hierba, arena, arcilla, nieve o césped artificial conforme; la superficie será generalmente uniforme en el área de juego y en el área perimetral, aunque dependiendo de la extensión del perímetro, se podrán utilizar otras superficies como tierra, césped artificial, etc. fuera de un perímetro "deslizante" desde los límites del área de juego.

#### Área de juego
En su mayor parte, el "área de juego" es el lugar donde se desarrolla la mayor parte del juego. Por lo general, el balón se considera vivo mientras está en esta área, siempre que los jugadores no cometan una infracción, con reglas especiales aplicadas a zonas específicas del área de juego.
El área de juego se compone de
- El "terreno de juego", delimitado por las líneas de banda y de meta (pero sin incluirlas), y
- Una zona de "in-goal" en cada extremo del campo, delimitada por, pero sin incluir, las dos líneas laterales paralelas de extensión (conocidas en este contexto como líneas de "touch in-goal") y la línea de pelota muerta, y su otro límite es la línea de goal (o "línea de try") que se incluye como parte de la zona de "in-goal".

##### Campo de juego
Un "campo de juego" típico suele tener 100 metros de largo por 68-70 metros de ancho para el rugby sénior, dependiendo de los requisitos específicos de cada terreno. Las Leyes exigen que el campo de juego tenga una longitud de entre 94 metros (103 yardas) y 100 metros (109 yardas), con una anchura de entre 68 metros (75 yardas) y 70 metros (77 yardas).
Dado que otros códigos de fútbol, como el fútbol asociación y la liga de rugby, han especificado una anchura preferida o estándar de 68 metros, ésta se suele utilizar a menos que un terreno haya sido diseñado específicamente para albergar un campo de rugby de 70 metros. La longitud típica es de 100 metros, con una línea (véase más abajo) marcada a menudo a mitad de camino con "50", que representa 50 metros desde cada línea de gol. Las variaciones se han permitido en las Leyes, posiblemente para adaptarse a los campos más antiguos (quizás incluso antes de la metrificación, cuando se especificaban las yardas y los pies) y a las naciones en desarrollo.

##### Otras líneas y marcas
El terreno de juego está dividido por una línea sólida de "medio campo", trazada perpendicularmente a las líneas laterales en su punto medio. Se marcará una línea de 0,5 m perpendicular a las líneas de medio campo en su punto medio, que designará el lugar donde se efectuarán los saques de salida. Las zonas entre cada línea de meta y la línea de medio campo se denominan "mitades", como en otros códigos de fútbol.
También se trazan un par de líneas sólidas perpendiculares a las líneas laterales, a 22 metros (antiguamente 25 yardas) de cada extremo del terreno de juego y se denominan líneas de 22 metros, o "22". Un área en cada extremo, también conocida como la "22", está delimitada por las líneas laterales, la línea de meta y la línea de 22 metros, pero no las incluye. En esta zona, un jugador defensivo que atrape limpiamente un balón pateado por el otro equipo, sin que el balón haya tocado el suelo después del pateo, tiene derecho a reclamar un tiro libre, o "marca".
En cada mitad o en cada lado del campo se trazan otras líneas discontinuas (de 5 metros de longitud, según las Reglas), cada una de ellas con fines específicos según las Reglas:
- Líneas de "10 metros": Líneas discontinuas de 10 metros a cada lado y paralelas a la línea de medio campo, que designan la distancia mínima a la que debe retroceder un equipo receptor al recibir un saque de centro, y la distancia mínima que debe recorrer un saque de centro para ser legal. Equivalente a las líneas de 40 metros en la liga de rugby, pero generalmente marcadas de forma diferente.
- Líneas de "5 metros": Líneas discontinuas de 5 metros dentro del campo de juego, paralelas a cada línea de meta. Los scrrums no pueden estar más cerca de cada línea de goal que esta línea, y los árbitros a menudo sancionan más duramente las infracciones de scrum y ruck en esta área, ya que los equipos defensores a menudo tratan de sofocar el juego de breakdown del equipo atacante.
- "Pistas de tranvía/líneas de tranvía": Sin nombre en las Leyes y a veces también denominadas, de forma confusa, como las líneas de "5 metros" y "15 metros", estos dos pares de líneas discontinuas se dibujan paralelas a cada línea lateral, 5 metros y 15 metros, respectivamente, en el campo de juego desde la línea lateral más cercana, terminando en la línea de 5 metros de cada uno de sus respectivos extremos (paralela y adyacente a la línea de meta). El área entre estas líneas es donde los jugadores deben situarse al disputar un lanzamiento de lineout.
- Además, el área entre los dos conjuntos perpendiculares de líneas de "5 metros" (es decir, a 5 metros de cada línea lateral y a 5 metros de cada línea de goal) se designa como "zona de scrum". Cuando se produce una infracción fuera de esta zona y el lado no infractor desea formar un scrum, la marca del scrum será trasladada a la zona por el árbitro.

Generalmente, los puntos en los que las líneas discontinuas se cruzan con otras líneas se marcarán con una "T" o forma de cruz, aunque las extensiones de las líneas discontinuas generalmente no se dibujan a menos de 5 metros de las líneas de goal o de las líneas laterales, para permitir una clara demarcación de los límites del campo de juego.
Las Reglas exigen que el área de juego tenga forma rectangular, aunque se pueden permitir variaciones con la aprobación de los sindicatos correspondientes. Un ejemplo notable es el Chatswood Oval de Sídney (Australia), un campo de críquet de forma elíptica que es la sede del club de rugby Gordon, que tiene líneas de bola muerta curvas para maximizar el espacio disponible en el in-goal.
Cuando varios deportes comparten un campo (por ejemplo, un club de liga de rugby y otro de unión de rugby que comparten un campo), las líneas pueden superponerse unas a otras, a veces en diferentes colores. Sin embargo, sobre todo para la televisión, las marcas de las líneas del rugby union suelen estar pintadas de blanco. Algunas excepciones son los Wallabies (la selección nacional de Australia), que suelen tener marcas amarillas. Los clubes locales pueden utilizar el negro, el amarillo u otros colores en el césped, mientras que otras superficies pueden requerir técnicas de marcaje diferentes.
A diferencia del fútbol de asociación, donde la publicidad en el campo está estrictamente prohibida en las leyes, World Rugby permite pintar los logotipos de los patrocinadores en la superficie de juego. Esta es otra forma en la que los clubes pueden ganar dinero en la era profesional y también es utilizada a menudo por las naciones anfitrionas, las ligas profesionales y los torneos como fuentes de ingresos adicionales, particularmente cuando los partidos son transmitidos. En los últimos años, la tecnología de realidad aumentada se ha utilizado para reemplazar la pintura para proteger la superficie o ahorrar costes en la pintura de los campos, produciendo un efecto similar para la transmisión, aunque a veces con peores resultados.